# Аретей Каппадокійський
Аретей Каппадокійський (дав.-гр. Ἀρεταῖος ὁ Καππαδόκης; 80 або 81 — між 130 та 138) — давньогрецький лікар часів ранньої Римської імперії, представник школи пневматиків.

## Життя та творчість
Ймовірно народився у Каппадокії 80 або 81 року. Можливо, навчався у відомій Ефеській медичній школі. Був послідовником Гіппократа, потім представником медичної школи пневматиків. Складав свої твори на іонічному діалекті. Помер в Александрії Єгипетській.
Основним твором є «Про гострі та хронічні хвороби» з 8 книг, де надаються симптоми, опис причин, особливості перебігу різних хвороб, зокрема сухоти легень, цукрового діабету, целіакії, шигельозу (дав тоді назву «натужний пронос») дифтерії, прокази, правця. Можливо саме він вперше описав смертельні форми дифтерії. Ця праця відрізняється спостережливістю та глибиною думки. Як ліки пропонував проносні, вживання у невеликих концентраціях наркотичних рослин.